# IJspegel

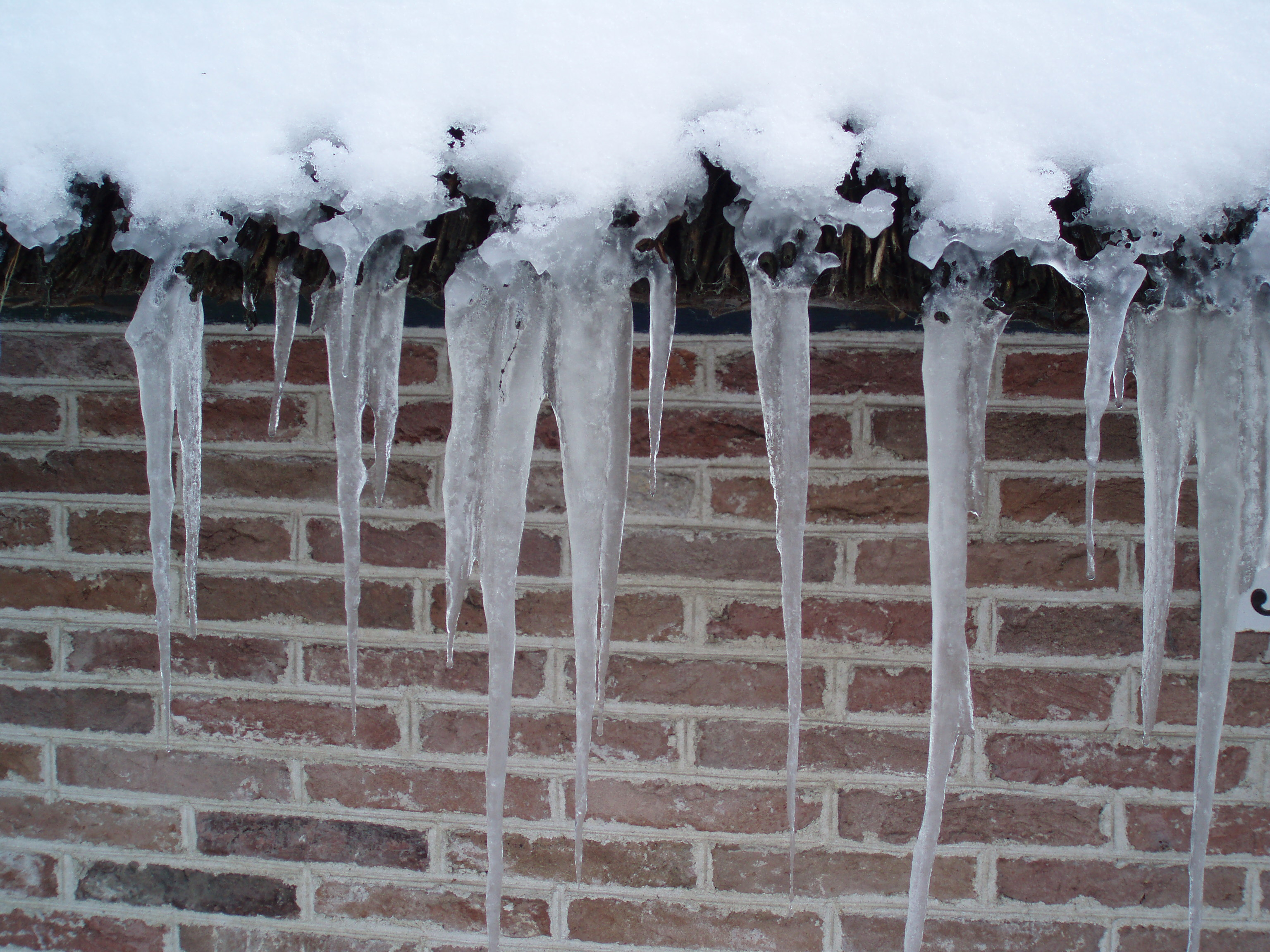
IJspegels

IJspegels of ijskegels ontstaan doordat water, meestal van smeltende sneeuw of ijs, dat over een rand druipt geleidelijk weer bevriest. Door het druipende water langs de ijspegel wordt deze steeds langer. IJspegels kunnen dus alleen ontstaan als er sprake is van een temperatuurverschil tussen de smeltende sneeuw en de ijspegel.
Afbrekende en naar beneden vallende ijspegels kunnen gevaarlijk zijn. Met name grote, en dus zware en soms zeer scherpe pegels kunnen bij mens en dier ernstige penetrerende wonden veroorzaken. Ook kunnen ijspegels elders gevaarlijke situaties opleveren, bijvoorbeeld in het verkeer, als pegels van constructies die over wegen heen hangen afbreken.